# One Way Ticket (Eruption-dal)
A One Way Ticket című dal a brit Eruption diszkócsapattól 1979-ben jelent meg kislemezen, és a Leave a Light című albumon is megtalálható. A dalt Jack Keller és Hank Hunter írta az 1950-es években, majd Neil Sedaka 1959-ben kiadott Oh! Carol című kislemezének B oldalán kapott helyet. Az eredeti változat nem ért el akkora sikert, mint az Eruption-féle 1979-es verzió, amely több slágerlistára is felkerült.

## Tracklista
7" kislemez
 Magyarország (Pepita SPSK 70406)
1. "One Way Ticket" - 3:35
2. "Left Me in the Rain" - 3:54

12" kislemez
 Németország Super Sound Single Hansa 600 065)
1. "One Way Ticket" (Long Version) - 5:05
2. "Left Me In the Rain" - 3:54

## Slágerlista
| Slágerlista(1978)  | Legmagasabb helyezés |
| ------------------ | -------------------- |
| Egyesült Királyság | 9                    |
| Ausztria           | 1                    |
| Belgium            | 2                    |
| Németország        | 7                    |
| Írország           | 13                   |
| Hollandia          | 5                    |
| Svédország         | 8                    |
| Svájc              | 1                    |
| Franciaország      | 4                    |

## Remix változat (1994)
A dal sikeres volt ugyan, de slágerlistás helyezést nem ért el, és csupán a klubokban játszották, valamint felkerült a csapat Gold - 20 Super Hits című válogatásalbumára, stúdióalbumra nem került fel. Hivatalos videóklip sem készült belőle.

### Tracklista
12" Maxi
 Németország (MCI 74321 18220 1)
1. "One Way Ticket (Remix ’94)" (Club Mix) - 5:58
2. "One Way Ticket (Remix ’94)" (Never Return Mix) - 5:44
3. "If I Loved You Less" - 4:08

CD Maxi
 Németország (MCI 74321 18220 2)
1. "One Way Ticket (Remix ’94)" (Radio Version) - 3:58
2. "One Way Ticket (Remix ’94)" (Club Mix) - 5:58
3. "One Way Ticket (Remix ’94)" (Never Return Mix) - 5:44
4. "If I Loved You Less" - 4:08

## Egyéb verziók
- A dalt Barry Blue is felvette 1974-ben debütáló albumára[15]
- Kovács Kati Menetjegy címmel jelentette meg a dalt kislemezen 1980-ban.[16][17]
- Mandaryna lengyel énekes dance változata a 3. stúdióalbumára került fel 2008-ban, mellyel élő show keretében koncertezik.[18]
- 2012-ben a Frisco Disco nevű csapat is feldolgozta a dalt „hands up” stílusban, mely hatalmas siker volt a klubokban.

## Külső hivatkozások
- Dalszöveg[19]
- Hallgasd meg a 2012-es verziót Frisco Disco One Way Ticket[20]
- Hallgasd meg a magyar változatot 1980-ból Kovács Kati Menetjegy[16]
- Hallgasd meg a 94-es remixet[21]